# Corazón de melón
Corazón de melón es una película cómica mexicana estrenada el 8 de agosto de 2003 y dirigida por Luis Vélez.

La trama de la película es narrada en primera persona, y, abrazando el tema principal, se presentan la introducción, el desarrollo, el nudo y el desenlace como una receta, respectivamente, "la entrada", "la sopa", "el plato fuerte" y "el postre".

## Argumento
Rosa Moscoso (Christina Pastor) es una joven con sobrepeso originaria del pequeño pueblo de Monte Alto en el estado mexicano de Hidalgo. Cocinera por convicción, sueña con triunfar en la Ciudad de México y volver como ejemplo de éxito a su pueblo.
Ella disfruta viendo el programa de cocina Corazón de melón, conducido por el chef Tomás Santa Cruz (Daniel Martínez), de quien Rosa está enamorada.

Rosa y su mejor amiga Lucero Ibarra (Aldonza Vélez) quedan perplejas cuando, días después, su también amiga Fernanda Montenegro (Ludwika Paleta) vuelve de la capital, anunciándoles que ahora el chef Tomás Santa Cruz es su pareja sentimental.

El chef Tomás permanece unos días en el pueblo, y poco después, él y Fernanda sufren una caída paseando a caballo.

Rosa, quien se encuentra cerca, los auxilia, llamando una ambulancia. El médico en el centro de salud informa a los padres de Fernanda que su hija y su novio están en estado de coma, resultado del accidente.

Horas después, sólo el chef Santa Cruz despierta, pero atravesando por un cuadro de amnesia. 

Rosa, persuadida por Lucero, hace creer al chef Tomás que ella es Fernanda Montenegro, aprovechando la situación de ambos.

Rosa, haciéndose pasar por Fernanda, y Tomás son llevados a la capital conducidos por el chófer de la familia Santa Cruz.
Tomás termina por convencerse de que Rosa es en verdad su novia Fernanda, y poco a poco la acepta como tal. Aun cuando ha recobrado la memoria de sus familiares y amigos, no consigue recordar a su novia.
Cuando Fernanda, aún en Monte Alto, despierta del coma, queda enfurecida al saber lo que ha hecho Rosa, y viaja a la Ciudad de México para decirle la verdad a Tomás.

## Recepción
El largometraje fue nominado al premio por Mejor Película de los MTV Movie Awards México 2004, y recibió el premio popular Il Calice della Colina en Italia.
En Estados Unidos la película fue traducida como The Way to a Man's Heart (el camino hacia el corazón de un hombre)